# Ma vie à moi
 (février 2023).
Si vous disposez d'ouvrages ou d'articles de référence ou si vous connaissez des sites web de qualité traitant du thème abordé ici, merci de compléter l'article en donnant les références utiles à sa vérifiabilité et en les liant à la section « Notes et références ».
Ma vie à moi (Mein Leben & Ich) est une série télévisée allemande en 74 épisodes de 24 minutes créée par Paula A. Roth d'après la série américaine Angela, 15 ans, et diffusée du 14 septembre 2001 au 20 décembre 2009 sur RTL.
En France, la série a été diffusée le 12 avril 2003 sur France 2 dans l'émission KD2A.

## Synopsis
Alex Degenhart, 16 ans, se sent seule au monde. Des parents qui savent tout mieux que tout le monde, un frère désespérément positif, des profs payés pour vous laver le cerveau, des étudiants qui agissent comme des moutons… Pour cette effrontée, la vie n'est pas toujours facile. Son souhait : qu'on la laisse tranquille. Son refuge : sa chambre (la dernière fois que ses parents y sont entrés, elle avait 5 ans). Son défouloir : son journal intime (un cadeau extrêmement ringard qu'elle voulait d'abord brûler). Seule Claudia, son amie (à son corps défendant), parvient à supporter ses humeurs… Et ce n'est pas de tout repos !

## Distribution
- Wolke Hegenbarth : Alexandra « Alex » Degenhardt
- Nora Binder : Claudia Fischer
- Frederik Hunschede (de) : Sébastien Degenhardt
- Sebastian Kroehnert (de) : Niko Pütz
- Maren Kroymann : Anne Degenhardt
- Gottfried Vollmer : Eric Degenhardt

## Épisodes

### Première saison (2001)
1. Une amie à tout prix (Der Einbruch)
2. Alchimie scolaire (Eine gewisse Chemie)
3. La Liste de Claudia (Die Liste)
4. Le Secret de la Villa Massimo (Villa Massimo)
5. Photo Choc (Der Schnappschuss)
6. Bébé prend ses couleurs (Der Babyschreck)
7. Second Baiser (Der erste Kuss)
8. La Grande Méchante Alex (Eisen macht glücklich)
9. Ça vaut mieux qu'une aventure (Eine verhängnisvolle Affäre)

### Deuxième saison (2003)
1. Recherche Daniel désespérément [1/2] (Alles wird anders [1/2])
2. Ma mère [2/2] (Alles wird anders [2/2])
3. Album photos (Seelenverwandte)
4. Une vie de chien (Der große Wurf)
5. L'Âme sœur (Bleib' wie du bist!)
6. Ça tombe mal (Sterben in Köln)
7. Magie et prophétie (Der perfekte Mann)
8. Touche pas à ma place (Glückskekse)
9. Soirée mémorable (Freunde & Lover)
10. Grand-mère est de retour (Der Besuch der alten Dame)
11. L'Expérience (Das Experiment)
12. Cherche beau-père (Die Parkplatz-Pleite)
13. Tout le monde n'est pas à la fête (Oberstufenblues)

### Troisième saison (2004)
1. Chagrin d'amour (Herzensbrecher)
2. Laissez-moi seule (Wieder allein)
3. L'aveu (Neue Nachbarn)
4. Injustice (Das Coming Out)
5. La nuit des Léonides (Rebellen)
6. Peur bleue (Tortur d'amour)
7. Les Secrets de ma mère (Nicht von schlechten Eltern)
8. La Roue de la chance (Modeopfer)
9. Le Grand Moment (Die Avocadokrise)
10. Action et Réaction (Blinde Flecken)
11. Enfin ! (Die Landpartie)
12. Actions et réactions (Familiengeheimnisse)
13. Enfin ! (Nacht in Flammen)

### Quatrième saison (2005)
1. Grand Recyclage (Die Recycling-Lüge)
2. Pigeon vole (Die Geburtstagsüberraschung)
3. La Robe de mariée (Therapie zwecklos)
4. Amour ou amitié (Taubenjagd)
5. Les 18 ans de Claudia ! (Modellversuch)
6. Bambi (Bambi)
7. Amour ou amitié (Fehlstart)
8. La chambre noire (Die Dunkelkammer)
9. Le mur du silence (Reden ist Silber)
10. Boulettes congolaises (Afrika)
11. Le secret de Niko (Niko)
12. Respectez-moi ! (Hausbesuch)
13. Niko prend un nouveau départ (Berlin, Berlin)

### Cinquième saison (2006)
1. La nouvelle Alex (Dick im Geschäft)
2. Union libre (Ich will nicht wissen, was du vor fünf Jahren getan hast)
3. Claudia fait le mort (Nachtwache)
4. Amitié, Mensonges et Dvd (Sex, Lügen und DVD)
5. Sans famille (Familienbande)
6. La fine équipe (Das Dream-Team)
7. Claudia et Sébastien (Claudia und Basti)
8. Niko et Nina (Der Date Doktor)
9. Mensonges (Niko, der Lügner)
10. Thérapie de groupe (Der Hochzeitstag)
11. Retour au bercail (Haus über Kopf)
12. Un toreador et ça repart (Die Reifeprüfung)
13. Derniers pas au lycée (Abicalypse Now)